# Hercule à la conquête de l'Atlantide
Pour les articles homonymes, voir Hercule (homonymie).
Pour plus de détails, voir Fiche technique et Distribution.
Hercule à la conquête de l’Atlantide (titre original : Ercole alla conquista di Atlantide) est un péplum franco-italien réalisé par Vittorio Cottafavi et sorti en 1961.

## Synopsis
Le devin Tirésias révèle au roi de Thèbes, Androclès, que de terribles malheurs vont s'abattre sur la Grèce ; Androclès réunit alors le conseil des rois pour les convaincre de s’unir, mais tous refusent.
Hercule et Androclès s’embarquent sur une galère avec Hyllos  et le nain Timotéo vers une destination inconnue, qui se révèle être l'Atlantide.

## Fiche technique
- Titre original : Ercole alla conquista di Atlantide
- Mise en scène : Vittorio Cottafavi
- Scénario :Alessandro Continenza  et Duccio Tessari
- D’après un sujet de :Archibald Zounds Jr.
- Images : Carlo Carlini (Technicolor, Supertechnirama)
- Durée : 98 min
- Documents de l’éruption Volcanique : Haroun Tazieff
- Producteur : Achille Piazzi
- Musique : Gino Marinuzzi Jr.
- Pays d’origine :  Italie, Spa Cinematografica,  France, Comptoir Français Du Film
- Montage : Maurizio Lucidi
- Chorégraphie	Peter Vander Sloot
- Distributeur en France :Comptoir Français du Film
- Version Française: Léon et Max Kikoine
- Dialogues Français: Louis Sauvat
- Directeur Artistique: Daniel Gilbert
- Son : Jacques Bonpunt
- Studio	: Gtm Gennevilliers
- Genre : Péplum
- Dates de sortie : 
  - Italie :  19 août 1961
  - France : 14 février 1962

## Distribution
- Reg Park (VF :  Georges Aminel) : Hercule
- Fay Spain (VF : Claire Guibert) : La Reine Antinéa
- Ettore Manni (VF : Hubert Noël) : Le Roi Androclès de Thèbes
- Luciano Marin (VF : Jean-Louis Jemma) : Hyllos, fils d’Hercule
- Laura Efrikian (VF :  Jany Clair) : Ismène, fille d’Antinéa
- Salvatore Furnari : Timotéo
- Luciana Angiolillo (VF : Maria Tamar) : Déjanire
- Enrico Maria Salerno (VF : Michel Gudin) : Le Roi Timoclès de Mégare
- Ivo Garrani (VF : Jacques Deschamps) : Le Roi de Mégalie
- Gian Maria Volontè (VF : Jean Violette) : Le Roi de Sparte
- Mimmo Palmara (VF : Gabriel Cattand) : Astor, le grand vizir
- Mario Petri (VF :  Michel Gatineau) : Zenith, Prêtre d’Uranus
- Nando Tamberlani (VF : Paul Villé) : Tirésias
- Mino Doro (VF : Lucien Bryonne) : Oraclo, chef du grand conseil de Thèbes
- Gabriele Tinti (VF : Serge Sauvion) : Le lépreux
- Maurizio Coffarelli (VF : Louis Arbessier) : Protée, le monstre
- Raf Baldassarre (VF : René Bériard) :	Le chef des gardes
- Alessandro Sperli : Un roi
- Mario Valdemarin (en) : Gabor
- Nazzareno Zamperla : Un lutteur dans la taverne